# Dojo

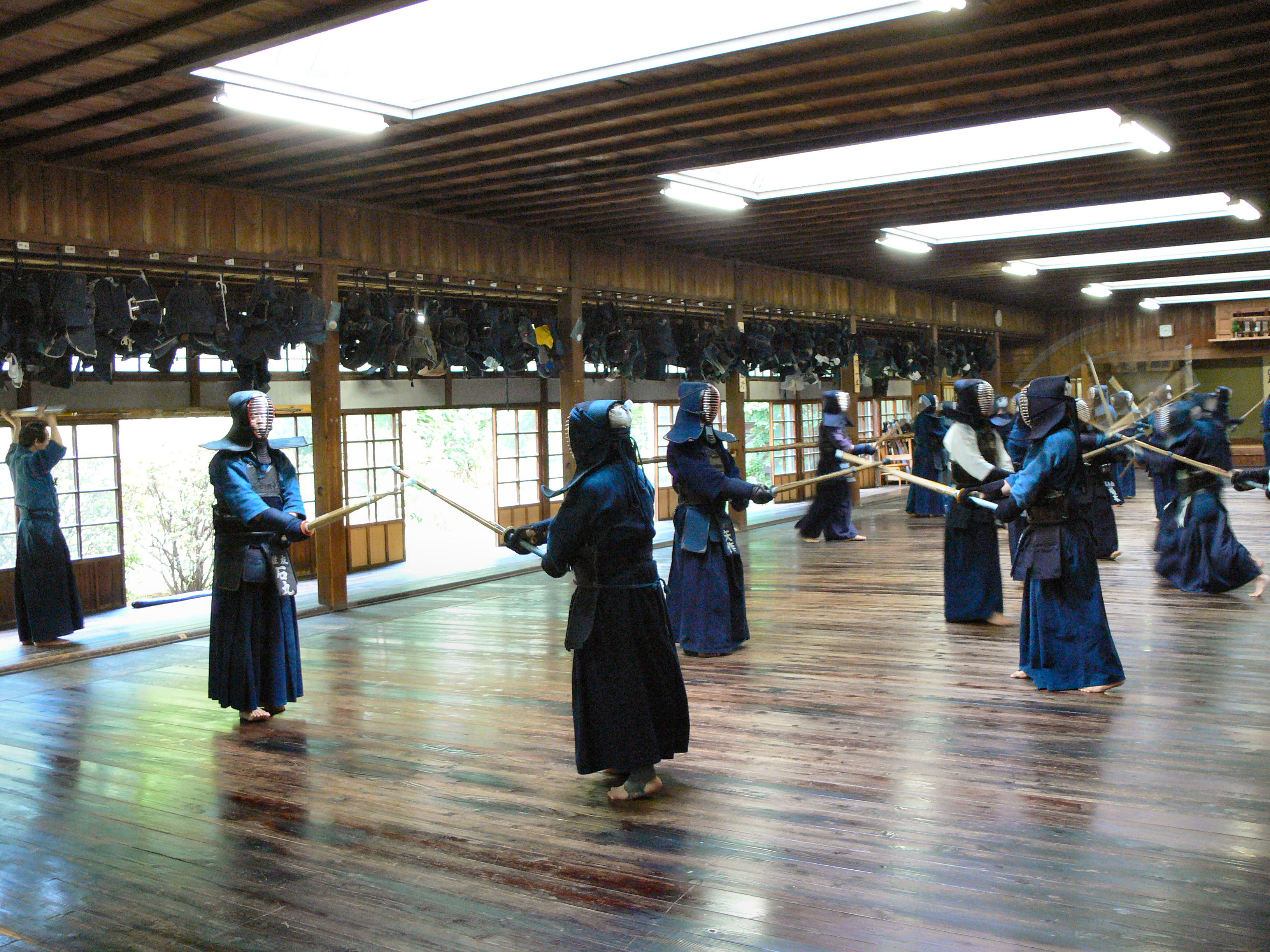
Dojo voor kendo

Een dojo (道場) is een zaal waarin men oefent in Japanse zelfverdedigingskunsten of vechtsporten zoals jiujitsu, judo, karate, kobudo en aikido of waarin zazen (een vorm van Japanse meditatie) beoefend wordt.
De naam dojo komt oorspronkelijk vanuit het zenboeddhisme. Do betekent weg, en jo betekent plaats. Het woord dojo betekende daarom letterlijk iets als de plaats waar men de weg leert, maar normaal gesproken ziet men het als oefenzaal voor zelfverdedigingskunsten of vechtsporten.
Over het algemeen is de vloer van de dojo van hout. Bij sommige dojo's is de vloer uitgerust met speciale matten (tatami), waarop het vallen en valbreken op een wat zachtere manier geoefend kan worden dan op de houten vloer. Vaak hangt er aan de wand van een dojo het portret van een leermeester in de verdedigingskunst. Vaak hangt er ook een dojo-kun aan de wand. Dit is een lijst met de geldende regels in de dojo vaak geschreven in Japanse kalligrafie. Verder zijn er in de dojo traditionele hulpmiddelen aanwezig zoals makiwara's, trainingsgewichten, grijpvazen, emmers met zand voor handversteviging, breekplanken, houten oefenwapens en eventueel echte wapens. Dojo's hebben normaal gesproken de beschikking over kleedkamers.
Moderne dojo's hebben ook WC's, douches, een EHBO-kast, een bezoekersruimte en receptie. Soms zijn een of meer wanden van de dojo bespiegeld. Dan kunnen beoefenaars van vechtkunsten zichzelf goed zien om zo hun techniek te corrigeren. Moderne dojo's hebben vaak ook de beschikking over meerdere oefenruimtes, een fitnessruimte, een boksring, bokszakken, stootkussens, pads, dummy's en bokshandschoenen en beschermers.
In de dojo worden veel Japanse termen gebruikt. Veel senseis (leraren) gebruiken het liefst de Japanse namen voor technieken. Verder vindt de begroeting ook vaak in het Japans plaats. Deze begroeting, gezeten in seiza, is onderdeel van de dojo-etiquette, die behalve groeten ook onder meer de kleding, verzorgdheid (schoon en gewassen zijn) en het zorgvuldig omgaan met de medeleerlingen en het materiaal omvat. Vaak wordt de vloer van de dojo na gebruik door de leerlingen zelf schoon gemaakt.